# Euclimacia tagalensis
Euclimacia tagalensis är en insektsart som beskrevs av Banks 1914. Euclimacia tagalensis ingår i släktet Euclimacia och familjen fångsländor. Inga underarter finns listade i Catalogue of Life.